# Беверлі (Канзас)
Беверлі (англ. Beverly) — місто (англ. city) в США, в окрузі Лінкольн штату Канзас. Населення — 135 осіб (2020).

## Географія
Беверлі розташоване за координатами 39°0′50″ пн. ш. 97°58′31″ зх. д. / 39.01389° пн. ш. 97.97528° зх. д. (39.013905, -97.975204).  За даними Бюро перепису населення США в 2010 році місто мало площу 0,53 км², уся площа — суходіл.

## Демографія
Згідно з переписом 2010 року, у місті мешкали 162 особи в 72 домогосподарствах у складі 44 родин. Густота населення становила 307 осіб/км².  Було 88 помешкань (167/км²).
Расовий склад населення:
| - 100,0 % — білих |

До двох чи більше рас належало 0,0 %. Частка іспаномовних становила 1,9 % від усіх жителів.
За віковим діапазоном населення розподілялося таким чином: 19,1 % — особи молодші 18 років, 64,2 % — особи у віці 18—64 років, 16,7 % — особи у віці 65 років та старші. Медіана віку мешканця становила 46,8 року. На 100 осіб жіночої статі у місті припадало 82,0 чоловіків;  на 100 жінок у віці від 18 років та старших — 79,5 чоловіків також старших 18 років.
Середній дохід на одне домашнє господарство  становив 30 268 доларів США (медіана — 25 893), а середній дохід на одну сім'ю — 27 108 доларів (медіана — 25 500). За межею бідності перебувало 25,0 % осіб, у тому числі 26,9 % дітей у віці до 18 років та 12,1 % осіб у віці 65 років та старших.
Цивільне працевлаштоване населення становило 49 осіб. Основні галузі зайнятості: виробництво — 24,5 %, роздрібна торгівля — 16,3 %, мистецтво, розваги та відпочинок — 16,3 %.